# Caligavis subfrenata
Caligavis subfrenata là một loài chim trong họ Meliphagidae.
Loài chim này được tìm thấy ở New Guinea. Môi trường sống tự nhiên của nó là các khu rừng ẩm ướt nhiệt đới hoặc cận nhiệt đới.